# Opisthoscelis fibularis
Opisthoscelis fibularis är en insektsart som beskrevs av Walter Wilson Froggatt 1894. Opisthoscelis fibularis ingår i släktet Opisthoscelis och familjen filtsköldlöss. Inga underarter finns listade i Catalogue of Life.